# Lenkey Károly
Zádorfalvi és lenkei Lenkey Károly (Bécs, 1803. február 27. – Eger, 1874. május 18.) katonatiszt, vármegyei főszámvevő, az 1848-as szabadságharc honvédhuszár-ezredese. Lenkey János honvéd tábornok testvére.

## Életpályája
Szülei Lenkey Károly és Keszlerffy Teréz voltak, 1803. február 28-án keresztelték. Gimnáziumban végezte tanulmányait, majd Bécsben indult katonai pályája. 1820–1839 között a 2. huszárezredben szolgált. 1839-ben századosként kilépett a hadseregből. 1848-ban mint őrnagy a honvédhadsereg tagja lett. 1849-ben a Vilmos-huszárok parancsnokává és ezredessé nevezték ki. Részt vett Budavár ostromában. Világos után letartóztatták és 12 évi várfogságra ítélték. 1853-ban kegyelmet kapott és Egerben települt le, ahol vármegyei főszámvevő lett. Megírta emlékiratait az 1848-1849-es szabadságharcról, amelyet a Honvéd című lap 1867–1869 között részleteiben tett közzé.